# Mihail Petrașevski
Mihail Vasilevici Butașevici-Petrașevski, cunoscut ca Mihail Petrașevski (rusă Михаил Васильевич Буташевич-Петрашевский) (13 noiembrie [S.V. 1 noiembrie] 1821–19 decembrie [S.V. 7 decembrie] 1866) a fost un gânditor rus.
Mihail Petrașevski a absolvit liceul Țarskoie Selo (1839) și Universitatea de Stat din Sankt Petersburg, cu masteratul în drept (1841). S-a angajat ca translator și interpretor la  Ministerul de Afaceri Externe. Petrașevski este cunoscut pentru modificare și autorizarea celor mai multe articole teoretice din Dicționarul de Buzunar al Cuvintelor Străine (1846), care a popularizat ideile democratice și materialiste ale socialismului utopian. În 1844, apartamentul lui Petrașevski a devenit locul unde se întâlneau diferiți intelectuali, iar, din 1845, aceste întâlniri aveau loc săptămânal. Aceste întâlniri aveau să fie numite, mai târziu, pyatnitsy (Vinerile), iar cei care participau, petrașevskieni. Aceștia veneau la casa lui Petrașevski și îi foloseau biblioteca proprie, în care se aflau cărți interzise de filozofie, socialism utopian, și istoria momentelor revoluționare. Printre membrii tineri care făceau parte din acest cenaclu se număra și Feodor Dostoievski; Petrașeveski îl considera un urmaș al lui Charles Fourier. El vorbea despre democratizarea sistemului politic al Rusiei și despre emanciparea țăranilor de pământurile lor. El a încurajat masele care doreau să izbucnească revoltă. La sfârșitul anului 1848, Mihail Petrașevski a participat la câteva întâlniri care aveau ca scop crearea unei societăți secrete.

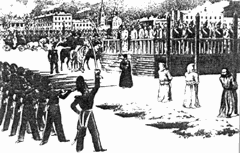
Moment din execuția neîmplinită a lui Mihail Petrașevski. Acesta se află la stâlpul din dreapta, fața fiind neacoperită

În 1849, Mihail Petrașevski a fost arestat și condamnat la moarte. Împreună cu ceilalți care făceau parte din cercul lui, el a fost dus la regimentul Semionovsky, din Sankt Petersburg, locul obișnuit pentru execuții, și legat de un stâlp. În ultimul moment, execuția a fost oprită, iar sentința ulterioară a fost cea de katorga pe o durată nespecificată. A fost trimis în Siberia pentru a-și servi pedeapsa. În 1856, statutul lui Petrașevski a fost schimbat în exilat. A trăit la Irkutsk, unde a fondat un ziar numit Amur, în 1860. În februarie 1860, Petrașevski a fost declarat indezirabil de către orașul Minusinsk, din cauza declarațiilor în legătură cu abuzul de putere al oficialilor locali. A murit șase ani mai târziu, tot la Minusinsk.